# Sông Mantaro
Sông Mantaro (tiếng Tây Ban Nha: Río Mantaro, tiếng Quechua: Hatunmayo) là một dòng sâu dài chảy qua phần trung tâm của Peru. Tên gọi trong tiếng Quechua của sông nghĩa là "sông vĩ đại". Từ "Mantaro" có thể xuất phát từ tiếng Ashaninka, những người sống ở hạ du dọc theo sông Ene.
Sông khởi nguồn tại hồ Junín ở độ cao 4.080 m và chảy qua Junín, Yauli, Jauja, Concepción và Huancayo tại vùng Junín, và sau đó chảy qua các vùng Huancavelica và Ayacucho, rồi lại quay lại vùng Junín tại tỉnh Satipo và ở đây sông hợp nhất với sông Apurimac để tạo thành sông Ene. Lưu của sông cũng bao gồm một số phần của vùng Pasco. Sông thuộc lưu vực sông Amazon. Chi lưu chính của sông là sông Cunas và sông Ichu.
Sông Mantaro chảy từ đông bắc đến đông nam qua thung lũng Mantaro. Thung lũng này là nguồn cung cấp thực phẩm quan trọng nhất cho thủ đô Lima.
Tổ hợp Thủy điện Mantaro nằm tại tỉnh Tayacaja của vùng Huancavelica, và cung cấp 31% điện năng được sản xuất ra tại Peru.